# Glückliche Reise – Arizona
Glückliche Reise – Arizona ist ein deutscher Fernsehfilm von Stefan Bartmann. Die Produktion des 15. Teils der Fernsehreihe Glückliche Reise erfolgte im November und Dezember 1992 in Scottsdale (Arizona) und Las Vegas (Nevada). Der Film hatte seine Premiere am 21. Oktober 1993 auf ProSieben.

## Besetzung
Die Flugzeugbesatzung besteht aus Kapitän Viktor Nemetz (Juraj Kukura), seinem Co-Piloten Rolf Erhardt (Volker Brandt) sowie den Stewardessen Sabine Möhl (Alexa Wiegandt), Alexandra Peters (Claudine Wilde) und Eva Fabian (Sandra Krolik). Die Reiseleiter Sylvia Baretti und Andreas von Romberg werden von Conny Glogger und Thomas Fritsch gegeben. Als Gastdarsteller sind Maria Sebaldt, Rainer Grenkowitz, Fileberto Kuru'es, Jörg Pleva, Gerhart Lippert, Klaus Wildbolz und Anne Kasprik zu sehen. 

## Handlung
Agnes Pertramer hat seit geraumer Zeit regelmäßig Geld an ihren Neffen in Arizona überwiesen mit der Maßgabe, dieses in ein luxuriöses Senioren-Hotel zu investieren. Als sie ihn nun besucht, muss sie feststellen, dass ihr Geld zum Aufbau einer touristischen Westernstadt verwendet wurde und dass ihr Neffe nun dort als Stuntman unter dem Namen Jack Rogers tätig ist. Tante Agnes ist zunächst sehr erzürnt, bis sie der sympathische Messerwerfer Tim von den Vorzügen ihrer Investition überzeugt.
Peter Sigmund gibt seinem ehemaligen Chef und Fabrikanten Eberhard Kaberni die Schuld am Tod seiner Freundin und am Verlust seines Arbeitsplatzes. In Arizona möchte er sich nun an Kaberni rächen und plant einen Anschlag. Viktor Nemetz und Rolf Erhardt können in letzter Minute einschreiten.
Reiseleiterin Sylvia bittet ihren Kollegen Andreas, ihr eine Kurzeinweisung in das Golfspiel zu geben. Sie hat den charmanten Nils Hermannson kennengelernt, der mit ihr gerne eine Partie spielen möchte. Sylvia ahnt nicht, dass Nils ein berühmter Golf-Profi ist. Allerdings weiß dies die Sensationsreporterin Tina Müller, die heimlich Fotos von Nils und Sylvia macht. Andreas jedoch kann Tina einen Strich durch die Rechnung machen.